# Leucauge cabindae
Leucauge cabindae este o specie de păianjeni din genul Leucauge, familia Tetragnathidae. A fost descrisă pentru prima dată de Brito Capello, 1866. Conform Catalogue of Life specia Leucauge cabindae nu are subspecii cunoscute.